# Pałac w Marcinowiczkach
Pałac w Marcinowiczkach – zabytkowy pałac wybudowany w Marcinowiczkach – wsi w Polsce, w województwie dolnośląskim, w powiecie świdnickim, w gminie Żarów.
Piętrowy pałac zbudowany na planie prostokąta, kryty wysokim  dachem czterospadowym. Obiekt związany m.in. ze szlachecką rodziną Haugwitz.